# La leggenda dei monti naviganti
La leggenda dei monti naviganti è un libro di viaggi di Paolo Rumiz. 
Narra di due viaggi, effettuati nel 2003 e 2006, sulle due maggiori catene montuose italiane, le Alpi e gli Appennini.

## Le Alpi

### Dal mare alla Drava
Il viaggio comincia nell'Adriatico in Croazia, nei pressi di Fiume.
Ricerca del punto d'inizio delle Alpi.
Visita ai luoghi della prima guerra mondiale sull'Isonzo, alternati alla testimonianze di sopravvissuti alla guerra.
Storia degli orsi, numerosissimi in Slovenia, che vengono importati o sconfinano in Italia e viaggiano spinti dalla loro curiosità naturale.
Viaggio in bicicletta fino a Lubiana e riflessione sulla crisi di identità slovena.
Camminata in montagna in Carinzia con Jörg Haider.

### Dal Tagliamento al Vajont
Pellegrinaggio con Mauro Corona a vedere la frana che causò la tragedia del Vajont.

### Dal Piave all'Adige
Nel traffico intasato della pianura veneta.
Riflessioni sulla rovina del paesaggio veneto, la desertificazione del Piave.
L'estinzione dell'agricoltura e della cultura mondo contadino.
Incontro e arrampicata con Mario Rigoni Stern.
Un suonatore di violoncello nel bosco.
Le grappe di frate Lino all'eremo di Pietralba.

### Dalle cime del Brenta all'Inn
La reintroduzione degli orsi in Trentino e il dibattito tra i favorevoli e i contrari.
Incontro con Ryszard Kapuściński a Bolzano.
Viaggio in treno da Verona verso Monaco di Baviera.
Riflessioni sull'orgoglio localistico dei bavaresi.

### Dalle Venoste alla Valtellina
La scomparsa di Herr Helmut Simon, scopritore di Ötzi e storia di come la provincia di Bolzano riuscì a sottrarlo all'Austria.
Salita in bici verso il passo dello Stelvio.
Viaggio in treno in Svizzera attraverso il canton Grigioni.
Incontro con Fausto De Stefani, alpinista conquistatore dei quattordici Ottomila.
Incontro con Walter Bonatti, uno dei più grandi alpinisti del mondo.

### Da Chiavenna al Ticino
I lavori di traforo per il grande tunnel del Gottardo.
Viaggio nel cantone di Schwyz e riflessione sulla xenofobia svizzera.
Valle Bavona, dove gli abitanti hanno rifiutato l'elettricità gratuita offerta alla costruzione della diga.

### Dal Rosa al Bianco
Il ghiacciaio del Belvedere che si muove ad una velocità di trecento metri all'anno a causa del cambiamento del clima.
Incontro con Genulin, patriarca e memoria storica del paese di Curino in provincia di Biella.
Storia di Francesco Bider, operaio del biellese, che si arruolò volontarion nel UCK e morì in guerra.
Pernottamento all'Ospizio presso il Gran San Bernardo.
Monte Bianco: il tentativo degli abitanti locali di chiudere il tunnel dopo la catastrofe del 1999.

### Dal Gran Paradiso a Nizza
Nei pressi del Gran Paradiso, discussione con un locale sul declino della vita montana dovuta all'industrializzazione; l'Olivetti più rispettosa della Fiat della cultura montanara degli operai.
Incontro con Diego De Castro, testimone dell'inizio della Grande Guerra.
Scalata in bici del Colle dell'Agnello alla vigilia del Giro d'Italia 2001.
Viaggio in bici fino a Nizza; scippo alla periferia e decisione di tornare in Italia.

## Gli Appennini

### Da Savona alla Trebbia
Tutto cominciò nel buio: L'idea di fare un viaggio sugli Appennini venne a Rumiz dopo un servizio giornalistico sul nuovo traforo per l'alta velocità tra Firenze e Bologna. Le proteste di alcuni lettori contro l'impatto ambientale dei trafori ferroviari lo spinsero a conoscere meglio i monti che costituiscono la spina dorsale dell'Italia.
Il rettilineo non accorcia un bel niente: Il viaggio viene effettuato su una Topolino, un'auto vecchia e lenta, di proposito per apprezzare maggiormente il paesaggio. Le regole del viaggio richiedono di usare solo strade secondarie ed evitare i centri abitati maggiori.
L'ultima trincea di don Luciano: Ad accompagnare Paolo Rumiz è l'amico Albano Marcarini. La prima tappa in Liguria li porta ai passi Faiallo e del Turchino; poi in Piemonte. Nel paese di Dova Superiore incontrano il parroco don Luciano, che gli racconta dell'abbandono delle montagne e della perdita della cultura locale.
Sulle tracce di Gurcio Tignoso: al valico di Capanne di Còsola incontrano un gruppo di musicisti popolari. I luoghi portano la memoria dei passaggi di Annibale e Federico Barbarossa e storie di briganti e di abati irlandesi.
Il compagno di viaggio Albano ritorna a Milano.
Persi nella piana ipermercata: Sosta in pianura, presso Fiorenzuola, con ricordi della devastazione causata dai cosacchi dopo la battaglia della Trebbia. Incontro con Vinicio Capossela e la sua banda.

### Dalla Val d'Arda alla Lucchesia
La principessa delle balene: Presso Castell'Arquato l'auto ha dei problemi e bisogna far arrivare una dinamo di ricambio da Bologna.
Nel frattempo una locale accompagna Rumiz in val Nure.
Poi incontra l'artista antropologa Claudia Losi che lo porta a vedere una balena fossile.
Zwanzig Personen in Automobil: Storie passate di domatori d'orsi. La montagna è vuota d'uomini e piena di animali.
Il lupo e le signore degli agnelli:
Nelle valli di Zeri, incontro con le donne di un consorzio di allevatrici di pecore.
La presenza invisibile del lupo.
Incontro con Nanni Barbero, che racconta come la cornamusa sia arrivata nelle terre del nord dall'Appennino.
Attenti ai Buioni: Traversata delle Alpi Apuane. Storie di lotta partigiana. Lo speleologo Andrea Gobetti racconta dei fantasmi Buioni. Pellegrinaggio alla casa di Fosco Maraini. Alla sera, incontro con l'attore Giuseppe Cederna e riflessione su come il suicidio di un amico abbia spinto entrambi a viaggiare.

### Dall'Abetone alla Romagna
Le vacche vadano al piano: Tentativo di passare dalla Toscana all Emilia usando un passo minore. Ma due tentativi falliscono su strade impassabili e Rumiz è costretto a fare l'Abetone.
L'oro di Felix Pedro: A Fanano, storia di Felice Pedroni, emigrato in Alasca che scoprì la più grande vena d'oro del mondo. Incontro con un elfo, membro di un gruppo che rifiuta la tecnologia e vive alla maniera antica. Visita a Francesco Guccini e storie di emigrazioni. L'amico Franco Poselli si unisce al viaggio. Ricordo di Tiziano Terzani.
Il boa che uccide i torrenti:
Visita al  cimitero tedesco sul passo della Futa. Discesa al Mugello. Tutti i fiumi sono scomparsi, l'acqua risucchiata dallo scavo del tunnel per la Tav.
Mugugni sul fatal sacello: Visita alla cappella di Mussolini a Predappio.
"I fascisti peggio dei tudòsc": A Meldola, rievocazione di Antonio Carini, eroe partigiano massacrato dai fascisti.

### Dal Montefeltro ai Sibillini
Il cielo si oscura, governo ladro:
Entrata nelle Marche. Nel Montefeltro i viaggiatori sono sorpresi da un temporale. L'auto fa acqua e sono costretti a fermarsi ad una locanda. Tappa a Pennabilli, paese di Tonino Guerra.
Donna in nero con temporale:
Ci si ferma per la notte all'eremo di Fonte Avellana.
Hitler, Ginetto e san Severo:
Passaggio per Pioraco, il comune dai nomi più pazzi d'Italia.
Il compagno di viaggio lascia Rumiz di nuovo solo.
Incontro con Ginetto, che è stato internato in Germania e si è costruito da solo la cappella dove sposarsi.

### Dai monti Reatini al Molise
Immanis horribilisque specus:
Tra i monti Sibillini e i monti Reatini c'è sentore di negromanzia e dèi etruschi.
Il paesaggio è quasi deserto.
Ottava rima e ragù: A Villa Pulcini, un villaggio quasi abbandonato, Rumiz incontra gli ultimi praticanti della tradizione orale della sfida poetica all'ottava rima.
Dove i monti diventano arcipelago:
Dopo una fermata ad Amatrice per l'inevitabile pasta all'amatriciana, Rumiz prosegue attraverso il
parco nazionale del Gran Sasso e Monti della Laga sotto un cielo plumbeo. Si ferma per la notte presso una famiglia che abita in una rocca.
Dispersi nelle Terre di mezzo:
Il figlio Andrea raggiunge Rumiz per una parte del viaggio. Attraversata della Maiella ed entrata nel Molise.
Del brutto tempo e dei santi:
Rievocazione dei riti contro il maltempo e delle tradizioni di origine pagana avversate dalla Chiesa.
Vacche lombarde in Terronia:
Alla ricerca dei tratturi. Come la politica ha distrutto la transumanza.
La nostalgia di Carmelina: Sosta tra i casari del Molise. Nostalgia per la transumanza abolita.

### Dal Sannio all'Ofanto
Un'onda lunga di alture viola:
A Pietracatella, vicino al lago del fiume Fortore, festa di sant'Antonio da Padova con benedizione delle trebbiatrici. Tracce dei Fenici: si dice che la battaglia di Canne si sia svolta in questi luoghi e in seguito i soldati di Annibale si siano stabiliti in queste terre.
"Statale 17, sembri esplodere di sole": Percorso sulla Statale Diciassette, cantata da Guccini, e primo tratto di rettilineo del viaggio.
Sulle ali dello spirito santo:
Aquilonia Vecchia in Campania, cittadina fantasma distrutta dal terremoto nel 1930. In origine si chiamava Carbonara, ma fu rinominata per punizione contro la sua opposizione all'Unità d'Italia.
Avvistamento di un falco di palude femmina.
Inno ai cornuti volontari:
Festa di san Vito a Rapone, in Basilicata.
Reincontro con Vinicio Capossela, che porta Rumiz a Calitri, paese d'origine della sua famiglia.
Il culto dei santi è qui politeismo puro.

### Dagli Alburni al Pollino
Praticamente Armageddon:
Risulta quasi impossibile oltrepassare l'autostrada Napoli-Reggio.
Incontro con un pullman di emigranti siciliani diretto a Düsseldorf.
Lo spopolamento dei paesi del sud.
"Sali, la Madonna ti aspetta":
Visita al santuario di Santa Maria di Novi Velia in compagnia dell'antropologo Marino Niola, che racconta delle dee madri di queste terre.
Dell'inevitabilità del viaggiare:
Riflessioni sull'importanza del viaggio e sull'origine del Touring Club Italiano e sulle sue vecchie mappe.
Dove Nerina si svela una signora:
La vecchia Topolino fa simpatia anche ai vigili, che fermano Rumiz solo per ammirarla.

### Dal Crati a Capo Sud
Guida al centro e avanti:
In Calabria tutti gli automobilisti guidano al centro della strada.
Gamberoni verdi sul parabrezza:
Nella Sila Greca dove nel 2000 Rumiz vide le prime locuste in Italia.
Il miracolo di Santa Maria Assunta:
Attraversamento della Sila nel caldo torrido. I paesi si svegliano alla vita nel mezzo della notte.
Nella Bocca del vento:
Nel punto più stretto del continente, un forte vento soffia dal Tirreno allo Ionio.
A Serra San Bruno, paese dall'aspetto subalpino, si assiste, in un ristorante, ad una pubblica condanna.
Sull'Aspromonte l'auto si guasta; fortunatamente un escursionista incontrato per caso la sa aggiustare.
L'ultima dea di pietra:
Salita al Monte Cocuzzo, ultimo baluardo degli Appennini.
Il disinteresse della politica per le risorse del territorio e la fuga della popolazione.
Una birra, una tovaglia, la risacca:
Discesa lungo la strada fatta da Garibaldi nel 1862 fino al punto più a sud della penisola.